# Liste der Pfarren im Dekanat Hinterwald
Das Dekanat Hinterwald ist ein Dekanat der römisch-katholischen Diözese Feldkirch.

## Seelsorgestellen mit Kirchengebäuden und Kapellen
| Ort           | Pfarrverband                | Patrozinium                | Kirchengebäude und Kapellen |                          |  |
| ------------- | --------------------------- | -------------------------- | --- | ------------------------ |  |
| Andelsbuch    |                             | Hll. Peter und Paul        | Pfarrkirche Andelsbuch Kapelle Hll. Martin und Wendelin in Bersbuch, Sebastianskapelle in Buchen, Sebastianskapelle in Bühel, Zum-Bild-Kapelle in Meisten, Antoniuskapelle in Ruhmanen | Hll. Petrus und Paulus   |  |
| Au            |                             | Hl. Leonhard               | Pfarrkirche Au (Vorarlberg) Kuratienkirche Hl. Josef in Rehmen, Kapelle in Ahorn, Wallfahrtskapelle Maria Schnee in Argen, Wallfahrtskapelle Unsere Liebe Frau im Walde in Berngat, Michaelskapelle in Boden, Kapelle in Holand, Kapelle in Schrecken                                                                                       | Hl. Leonhard             |  |
| Bezau         |                             | Hl. Jodok                  | Pfarrkirche Bezau Kapuzinerkloster Bezau, Leonhardskapelle in Ellenbogen, Kriegergedächtniskapelle Bezau in Greben, Sebastianskapelle in Oberbezau, Dreifaltigkeitskapelle in Schönenbach, Maria Arche des Bundes-Kapelle im Wilbinger, Johanneskapelle auf Sonderdach, St. Martin- und Wendelinskapelle Alpe Wildmoos, Alpkapelle Seefluh, | Hl. Jodok                |  |
| Bizau         |                             | Hl. Valentin               | Pfarrkirche Bizau Kapelle in Hinteregg, Kapelle in Löffelau, Kapelle in Mellenstock | Hl. Valentin             |  |
| Damüls        |                             | Hl. Nikolaus               | Pfarrkirche Damüls Kapelle Stofel | Hl. Nikolaus             |  |
| Egg           |                             | Hl. Nikolaus               | Pfarrkirche Egg (Vorarlberg) Kapelle in Hof, Kapelle in Niederbuch, Kapelle in Stadel | Hl. Nikolaus             |  |
| Großdorf      |                             | Hl. Josef                  | Pfarrkirche Großdorf Kapelle in Sieban, Kapelle in Fallenbach, Kapelle in Stangstatt, Kapelle bei Riesenberg | Hl. Josef                |  |
| Mellau        |                             | Hl. Antonius Eremit        | Pfarrkirche Mellau Kapelle in Bengat, Kapelle Dös, Kapelle in Oberfeld, Kapelle Hll. Sebastian und Rochus in Schönboden | Hl. Antonius Eremit      |  |
| Rehmen        |                             | Hl. Josef                  | Kuratienkirche Rehmen | Hl. Josef                |  |
| Reuthe        |                             | Hl. Jakobus der Ältere     | Pfarrkirche Reuthe Josephkapelle in Baien, Kapelle Hll. Wendelin und Martin in Hinterreuthe, Silvesterkapelle in Hof, Kapelle zum Hl. Johannes im Schnellvorsäß | Hl. Jakobus d. Ä.        |  |
| Schnepfau     |                             | Hl. Wolfgang               | Pfarrkirche Schnepfau Martinskapelle in Hirschau, Lourdeskapelle in Hirschau, Wendelinkapelle auf der Schnepfegg, Bergkapelle Wirmboden | Hl. Wolfgang             |  |
| Schoppernau   | Schoppernau-Schröcken-Warth | Hll. Philippus und Jakobus | Pfarrkirche Schoppernau Armenseelenkapelle in Boden, Mariakapelle in Gräsalp, Mariakapelle in Hinterhopfreben, Mariakapelle in Schalzbach | Hll. Philippus Jakobus   |  |
| Schröcken     | Schoppernau-Schröcken-Warth | Mariä Himmelfahrt          | Pfarrkirche Schröcken Mariaverkündigungskapelle in Unterboden | Mariä Himmelfahrt        |  |
| Schwarzenberg |                             | Hl. Dreifaltigkeit         | Pfarrkirche Schwarzenberg (Vorarlberg) Kapelle in Au, Ilgakapelle in Halden, Kapelle in Maiden, Lourdeskapelle in Maltach, Benediktkapelle in Niederälpele, Theresiakapelle in Ratzen, Kapelle in Schwarzen, Annakapelle in Stangenach, Mariakapelle in Weißtannen                                                                          | Heiligste Dreifaltigkeit |  |
| Warth         | Schoppernau-Schröcken-Warth | Hl. Sebastian              | Pfarrkirche Warth am Arlberg Simmel-Kapelle in Hochkrumbach | Hl. Sebastian            |  |

## Dekanat Hinterwald
Es umfasst 15  Seelsorgestellen im Bregenzerwald im Bezirk Bregenz. Mit 1. Oktober 1961 wurde das Dekanat Bregenzerwald in das Dekanat Hinterwald und das Dekanat Vorderwald – Kleinwalsertal geteilt. Das Dekanat Bregenzerwald gehörte bis 1819 zum Bistum Konstanz und östlich der Breitach und der ganze Tannberg bis 1816 zum Bistum Augsburg. Die Seelsorgestelle Warth wechselte mit 1. September 2012 vom Dekanat Bludenz-Sonnenberg in den Pfarrverband Schoppernau-Schröcken-Warth im Dekanat Hinterwald.